# Rendez-vous en orbite lunaire
Le rendez-vous en orbite lunaire (en anglais : lunar orbit rendez-vous, ou LOR) est le scénario de mission spatiale théorisé dès avant 1917 par l'ingénieur ukrainien Alexandre Chargueï et développé en 1962 par l'ingénieur américain John Houbolt pour être appliqué à partir de mai 1969 (vol Apollo 10). Cette technique permettra à six équipages de marcher sur la Lune, de juillet 1969 à décembre 1972. 
Selon ce scénario, une seule fusée lance trois vaisseaux distincts : d'une part le module de commande (CM) et le module de service (SM), qui restent groupés pendant la quasi-totalité du vol (CSM), d'autre part le module lunaire (LM). Arrivés en orbite lunaire, seul le LM descend sur la surface, occupé par deux astronautes. Après leur décollage de la Lune, ils effectuent une manœuvre de rendez-vous avec un de leurs collègues resté à bord du CSM. Le LM est alors abandonné et le CSM assure le voyage de retour. Une fois arrivé aux abords de la Terre, l'équipage largue le SM et revient à bord du CM.

## Historique
En 1959, l'agence spatiale américaine lance des études dans une perspective à long terme pour déterminer les techniques permettant d'envoyer des hommes sur la Lune. Trois scénarios principaux se dégagent :
- L'envoi direct d'un vaisseau sur la Lune (Direct Ascent) ; une fusée de forte puissance, de type Nova, propulse le vaisseau complet (véhicule lunaire et vaisseau utilisé pour le retour sur Terre) vers la Lune ; l'ensemble atterrit sur la Lune puis en redécolle avant de retourner sur la Terre.
- Le rendez-vous orbital autour de la Terre (EOR Earth-Orbit Rendez-vous) : pour limiter les risques et le coût de développement de la fusée géante que nécessite le premier scénario, les composants du vaisseau sont envoyés en orbite terrestre par deux fusées (ou plus) moins puissantes. Ces différents éléments sont assemblés en orbite par des astronautes qui utilisent éventuellement une station spatiale comme base logistique. Le déroulement du vol du vaisseau, par la suite, est similaire à celui du premier scénario.
- Le  rendez-vous en orbite lunaire : une seule fusée est requise mais le vaisseau envoyé vers la Lune comporte deux sous-ensembles qui se séparent une fois que l'orbite lunaire est atteinte : le module dit lunaire atterrit avec une partie de l'équipage sur la Lune et en redécolle pour ramener les astronautes jusqu'au module dit de commande, resté en orbite autour de la lune, qui prend en charge le retour des astronautes à Terre. Cette solution permet d'économiser du poids par rapport aux deux autres scénarios (beaucoup moins de combustible est nécessaire pour l'atterrissage et le décollage) et permet de concevoir un vaisseau optimisé pour l'atterrissage et le séjour sur la Lune. La fusée à développer est moins puissante que celle requise par le premier scénario.

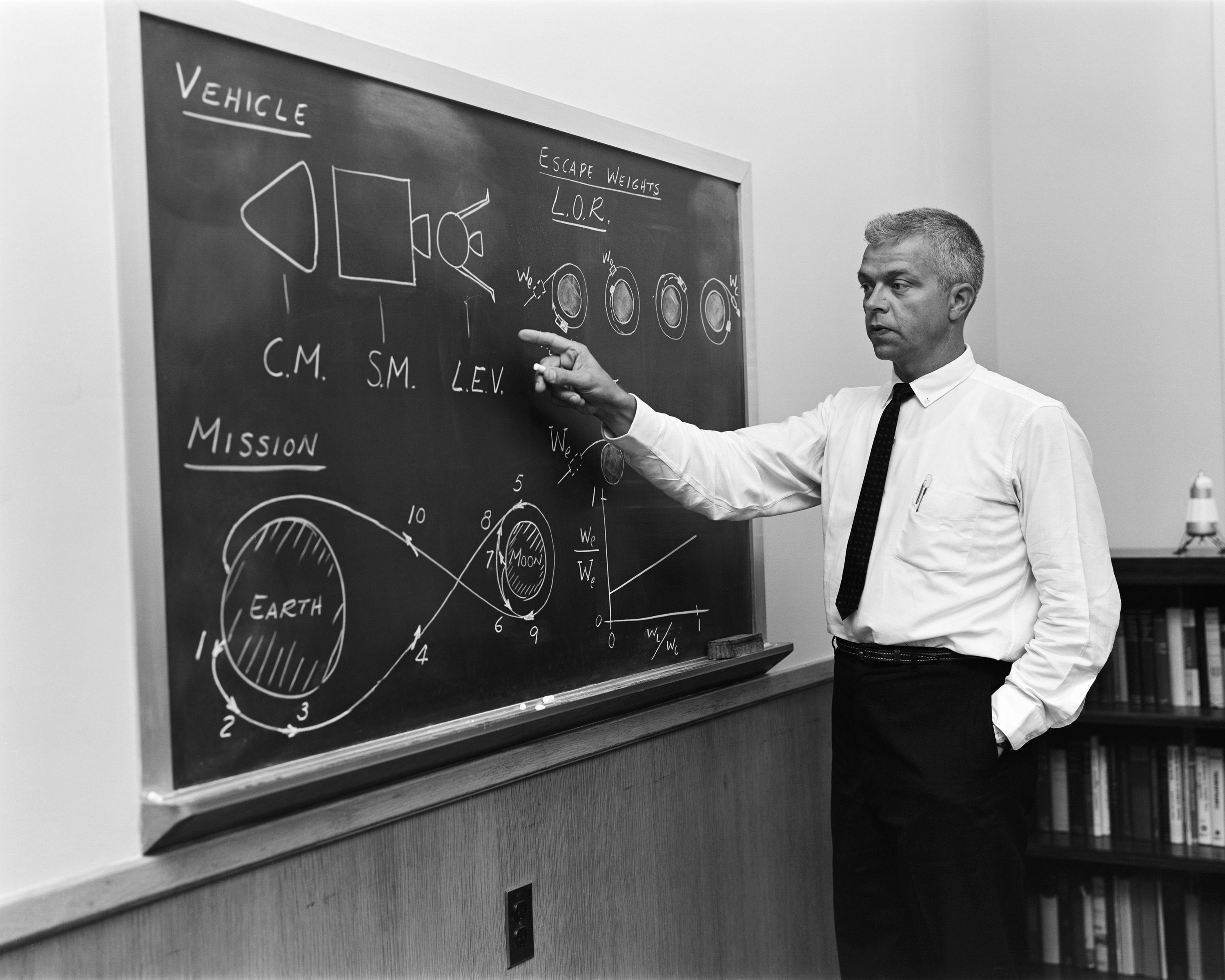
John Houbolt expliquant la procédure du LOR.

Le LOR est initialement la solution qui a le moins de partisans malgré les arguments détaillés avancés par son plus ardent défenseur John Houbolt du Centre de Recherche de Langley, qui a pris connaissance de cette option dans une publication, restée confidentielle, de l'ingénieur soviétique Alexandre Chargueï. Aux yeux de beaucoup de spécialistes et responsables de la NASA, le rendez-vous autour de la Lune entre module lunaire et module de commande paraît instinctivement trop risqué : si le rendez-vous échoue, les astronautes occupant le module lunaire n'ont pas le recours de revenir sur terre ni freiner leur engin pour se laisser redescendre sur la Lune : ils sont condamnés à tourner indéfiniment autour de la Lune. Les avantages de ce scénario, en particulier le gain sur la masse à satelliser (45 tonnes avec le LOR contre 70 tonnes en vol direct), sont rejetés sans étude sérieuse. 
Désespéré, Houbolt envoie à deux reprises un courrier à Robert Seamans, le numéro deux de la NASA, en lui demandant d'intervenir pour que la méthode qu'il préconise soit étudiée sur le fond et non pas rejetée sur la base d'idées préconçues.  Son courrier commence ainsi :
« Prêchant pratiquement dans le désert, je voudrais faire passer des réflexions qui me préoccupent profondément depuis quelques mois ... Voulons-nous vraiment aller sur la Lune ? Et si c'est le cas pourquoi restreignons nous à ce point nos axes de recherche sur le sujet ? ». En agissant ainsi, Houbolt court-circuite plusieurs niveaux hiérarchiques, prenant un risque sérieux quant à son avenir à la NASA,. 
Toutefois, au fur et à mesure que les autres scénarios sont approfondis, le LOR gagne en crédibilité : les partisans du vol direct - Maxime Faget et son équipe - se rendent compte de la difficulté de faire atterrir un vaisseau lourd sur un sol aux caractéristiques incertaines. Partisan des rendez-vous sur orbite terrestre, Wernher von Braun, qui dirige le Centre de vol spatial Marshall, finit lui-même par être convaincu que le LOR est le seul procédé permettant de tenir l'échéance fixée en 1961 par le président Kennedy.